# Сакаласау Ноу (Бихор)
Сакаласау Ноу (рум. Sacalasău Nou) насеље је у Румунији у округу Бихор у општини Дерна. Oпштина се налази на надморској висини од 257 m.

## Становништво
Према подацима из 2002. године у насељу је живело 321 становника.

### Попис2002.
| Расподела становништва по националности 2002.‍ | Расподела становништва по националности 2002.‍ | Расподела становништва по националности 2002.‍ | Расподела становништва по националности 2002.‍ | Расподела становништва по националности 2002.‍ |
| --------------------------------------------- | --------------------------------------------- | --------------------------------------------- | --------------------------------------------- | --------------------------------------------- |
|                                               |                                               |                                               |                                               |                                               |
| Румуни                                        | Румуни                                        |                                               | 10                                            | 3,1%                                          |
| Мађари                                        | Мађари                                        |                                               | 6                                             | 1,9%                                          |
| Словаци                                       | Словаци                                       |                                               | 305                                           | 95,0%                                         |